# Khanat Gandscha
Das Khanat Gandscha oder Gändschä (auch Gäncä oder Gjandscha) war ein persischer Vasallenstaat in Aserbaidschan, der von 1747 bis 1804 existierte. Die Hauptstadt war Gəncə im Osten Aserbaidschans. Das Gebiet des Khanats wurde im Norden durch den Fluss Kura begrenzt, wo es an das Khanat Scheki grenzte, im Süden reichte es bis zum Khanat Karabach.

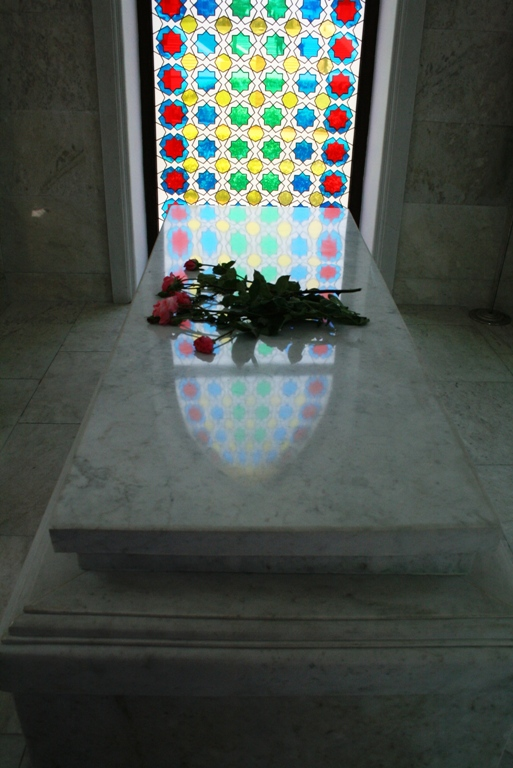
Grab Khan Javads in Gəncə

## Geschichte
Zur Zeit Nadir Schahs von Persien wurde Gandscha von Gouverneuren regiert, die den Ziadogliden angehörten, einer Dynastie, die von den Kadscharen abstammte. Nach dem Tod von Nadir Schah wurde Gandscha ein selbstständiges Khanat unter Shakhverdi, der bereits seit 1740 regierte.
Während der Regentschaft von Khan Javad ab 1785 wuchs die wirtschaftliche und politische Bedeutung des Khanats. Bald führte es eine eigenständige Außenpolitik, die gelegentlich die persische berücksichtigte. Der Khan betrieb in Gandscha eine eigene Münzprägeanstalt.
Im Vorfeld des Russisch-Persischen Krieges (1804–1813) wurde der Khan mehrmals von General Pavel Zizianow aufgefordert sich Russland zu unterwerfen, was dieser jedoch ablehnte. Vom 20. November 1803 an bewegte sich eine russische Armee von Tiflis nach Süden. Im Dezember wurde die Belagerung von Gandscha begonnen. Am 3. Januar 1804 gab Zizianov nach Artilleriebeschuss den Befehl, die Festung anzugreifen. Die Stadt wurde erobert und Khan Javad und seine Söhne getötet. Die Stadt wurde umbenannt in Jelisawetpol, nach Zar Alexanders Frau Jelisaweta. 1805 wurde das Khanat aufgelöst und in den Distrikt Jelisawetpol umgewandelt.

## Herrscherliste
- Ziadogliden

- 1747–1761 Shah Wardi
- 1761–1781 Muhammad Hasan

- Jawanshir-Dynastie

- 1781–1784 Ibrahim Khalil

- Ziadogliden

- 1784–1786 Hajji Beg
- 1786 – 3. Januar 1804 al-Jawad

Quelle: rulers.org